# The Body Stealers
The Body Stealers, també coneguda com Thin Air, és una pel·lícula de ciència-ficció britànica de 1969 dirigida per Gerry Levy, sobre la desaparició del paracaigudista de les Forces Armades del Regne Unit a l'aire mentre fa un salt rutinari. Dos investigadors intenten esbrinar què va passar i descobreixen un complot alienígena per robar cossos de terrícoles arrabassant-los de l'aire. La pel·lícula també fou estrenada com a Invasion of the Body Stealers.

## Argument
Quan els paracaigudistes britànics desapareixen en l'aire durant els salts de rutina, l'antic investigador de la força aèria Bob Megan (Patrick Allen) és portat per resoldre el misteri. Mentre fa preguntes en un laboratori d'investigació militar dirigit pel Dr Matthews (Maurice Evans), té diverses trobades amb una dona anomenada Lorna (Lorna Wilde) que desapareix després de cada reunió.
Un dels soldats és trobat amb prou feines amb vida i mor en arribar al laboratori. Una autòpsia realitzada per la doctora Julie Slade (Hilary Dwyer) revela que la bioquímica de l'home havia estat alterada. La Megan s'assabenta que tots els soldats desapareguts havien rebut entrenament de vol espacial, la qual cosa va portar a Matthews a teorizar que s'està adaptant per sobreviure en un entorn no terrestre.
Viatjant a la casa de Matthews, Slade descobreix que l'humà Matthews ha estat assassinat i la seva forma ha assumit per un extraterrestre anomenat Marthus. Quan arriba Megan, Marthus explica que els soldats van ser segrestats com a part d'un pla per repoblar el seu planeta natal, Mygon, que ha estat devastat per la pesta. Marthus intenta matar a Megan i Slade, però és incapacitat per Lorna, que es revela que és la seva companya alienígena. La Lorna mostra a la Megan els soldats supervivents, que estan retinguts en animació suspesa, així com la nau espacial d'ella i de la Marthus. Megan demana a Lorna que torni els soldats a canvi de la seva promesa de trobar un grup de voluntaris per ajudar-la amb la repoblació. Lorna està d'acord i s'esvaeix una vegada més, portant-se a Marthus i la nau espacial amb ella.

## Repartiment
- George Sanders - General Armstrong
- Maurice Evans - Dr Matthews i Marthus
- Patrick Allen - Bob Megan
- Neil Connery - Jim Radford
- Hilary Dwyer - Dr Julie Slade
- Robert Flemyng - Wing Commander Baldwin
- Lorna Wilde - Lorna
- Allan Cuthbertson - Hindesmith
- Michael Culver - Tinent Bailes
- Sally Faulkner - Joanna
- Shelagh Fraser - Mrs Thatcher
- Carl Rigg - Briggs
- Carol Hawkins - Paula
- Dixon Adams - David
- Derek Pollitt - Davies
- Johnnie Wade - Orderly
- Clifford Earl - Sergent al Laboratori

## Curiositats
La nau espacial alienígena és el plat volador Dalek de la pel·lícula Daleks' Invasion Earth 2150 A.D. (1966).

## Recepció crítica
Alan Jones de Radio Times atorga a la pel·lícula una estrella de cinc, anomenant-la un "clon de parla, ridículament de baix pressupost i desesperadament inepte". Invasion of the Body Snatchers"
Time Out la descriu com una "empresa angloamericana estirada amb massa xerrameca inútil i massa poca acció" que "[acaba] molt feble (d'una manera britànica)."